# XLVI edició dels Premis Ariel
La LXVI edició dels Premis Ariel, organitzada per l'Acadèmia Mexicana d'Arts i Ciències Cinematogràfiques (AMACC), es va celebrar el 30 de març de 2004 al Palau de Belles Arts de Ciutat de Mèxic per celebrar el millor del cinema durant l'any anterior. Durant la cerimònia, l’AMACC va lliurar el premi Ariel a 26 categories en honor de les pel·lícules estrenades el 2003. Els premis foren anunciats el 19 de febrer de 2004 a la Casa Lamm per la presidenta i el secretari de l'AMACC, Diana Bracho i Pedro Armendáriz Jr..
La pel·lícula amb més nominacions (12) fou Nicotina, seguida d' El misterio del Trinidad (10). Tot i que Nicotina és la que va guanyar més premis (sis), El misterio del Trinidad va rebre els més emblemàtics (millor pel·lícula, millor direcció). Los lunes al sol va guanyar el premi a la millor pel·lícula iberoamericana, i Volverás d'Antonio Chavarrías va guanyar els premis a la millor fotografia i al millor guió.

## Premis i nominacions
Nota: Els guanyadors estan llistats primer i destacats en negreta. ⭐
| Millor pel·lícula - El misterio del Trinidad ⭐ - Japón - Mil nubes de paz cercan el cielo, amor, jamás acabarás de ser amor | Millor direcció - José Luis García Agraz – El misterio del Trinidad ⭐ - Carlos Reygadas – Japón - Julián Hernández – Mil nubes de paz cercan el cielo, amor, jamás acabarás de ser amor                              |
| Millor actor - Rafael Inclán – Nicotina ⭐ - Eduardo Palomo – El misterio del Trinidad - Alejandro Ferretis – Japón | Millor actriu - Rosa María Bianchi – Nicotina ⭐ - Magdalena Flores – Japón - Carmen Madrid – Nicotina |
| Millor coactuació masculina - Daniel Giménez Cacho – Nicotina ⭐ - Guillermo Gil – El misterio del Trinidad - Tristán Ulloa – Volverás | Millor coactuació femenina - Clarisa Rendón – Mil nubes de paz cercan el cielo, amor, jamás acabarás de ser amor ⭐ - Regina Blandon – El misterio del Trinidad - Maité Embil – La tregua                             |
| Millor actor de repartiment - Alejandro Parodi – El misterio del Trinidad ⭐ - Jorge Zárate – Nicotina - Silverio Palacios – Sin ton ni Sonia | Millor actriu de repartiment - Perla de la Rosa – Mil nubes de paz cercan el cielo, amor, jamás acabarás de ser amor ⭐ - Lisa Owen – El misterio del Trinidad - María de la Luz Cendejas – Seis días en la oscuridad |
| Millor argument original - Carlos Reygadas – Japón ⭐ - José Luis García Agraz, Carlos Cuarón – El misterio del Trinidad - Julián Hernández – Mil nubes de paz cercan el cielo, amor, jamás acabarás de ser amor - Martín Salinas – Nicotina | Millor guió adaptat - Antonio Chavarrías – Volverás ⭐ - Javier Valdés, Carlos Puig – Asesino en serio - Antonio Serrano – La hija del caníbal                                                                        |
| Millor fotografia - Volverás – Guillermo Granillo ⭐ - Japón – Diego Martínez Vignatti - Nicotina – Marcelo Iaccarino | Millor edició - Nicotina – Alberto de Toro ⭐ - Mil nubes de paz cercan el cielo, amor, jamás acabarás de ser amor – Emiliano Arenales Osorio, Jacobo Hernández - Zurdo – Carlos Salces                               |
| Millor disseny artístic - Zurdo – Bárbara Enríquez, Canek Saemisch Zenzes, Eugenio Caballero, María Salinas, Oscar Hernández ⭐ - Nicotina – Darío Ramos, Sandra Cabriada - Vera – Theresa Wachter | Millor banda sonora - Vera – Samuel Larson, Shyamal Maitra ⭐ - Zurdo – Eduardo Gamboa, Paul Van Dyk - El misterio del Trinidad – Nacho Mastretta                                                                     |
| Millor so - Mil nubes de paz cercan el cielo, amor, jamás acabarás de ser amor – Aurora Ojeda Coronado, Basilio García Reyes, Eliseo Fernández Bolland, Enrique L. Rendón, Ernesto Gaytán ⭐ - Nicotina – Ernesto Gaytán, Lena Esquenazi, Nerio Barberis - Zurdo – Carlos Salces, Ernesto Gaytán, Gabriel Coll Barberis, Jaime Baksht, Lena Esquenazi - Vera – Antonio Diego, Olivier Dô Huú, Samuel Larson | Millor vestuari - Zurdo – Bárbara González Monsreal ⭐ - Asesino en serio – Malena de la Riva - Nicotina – Alejandra Dorantes - Vera – Bárbara González Monsreal                                                      |
| Millor maquillatge - Vera – Elisa Martínez ⭐ - Nicotina – Mario Zarazúa - Zurdo – Alfredo Mora, Mario Zarazúa | Millors efectes especials - Vera – Falk Bütner, John Chadwick, Pedro González Sánchez ⭐ - El misterio del Trinidad – Alejandro Vázquez, Jesús Pascual, Ramón Lorenzo - Zurdo – Daniel Cordero, Jaime Ramos           |
| Millor opera prima - Japón – Carlos Reygadas ⭐ - La canción del pulque – Everardo González - Mil nubes de paz cercan el cielo, amor, jamás acabarás de ser amor – Julián Hernández | Millor pel·lícula iberoamericana - Los lunes al sol – Fernando León de Aranoa ⭐ - El viaje hacia el mar – Guillermo Casanova Arosteguy - Historias mínimas – Carlos Sorin                                            |
| Millor llargmetratge documental - La canción del pulque – Everardo González ⭐ - La pasión de María Elena – Mercedes Moncada Rodríguez - Recuerdos – Marcela Arteaga | Millor curtmetratge de ficció - Los no invitados – Ernesto Contreras ⭐ - Mientras me muero – Mario Muñoz - Zona cero – Carolina Rivas                                                                                |
| Millor curtmetratge documental - Lo que quedó de Pancho – Amir Galván Cervera ⭐ - Los murmullos – Gabriel Hernández - XV en Zaachila – Rigoberto Perezcano | Ariel d'or - Gloria Schoemann ⭐ - Estudios Churubusco-Azteca ⭐ |
| Medalla Salvador Toscano - Manuel González Casanova ⭐ | |